# Antrifttal
Antrifttal è un comune tedesco di 1 822 abitanti situato nel land dell'Assia.
Dall'ottobre 2007 è gemellato con il comune di Rosora (AN)